# Rotura del tímpano

## Mecanismo de equilibrio

Esquema; se representa cada elemento con una fuerza dP perpendicular a la superficie dS.

Habitualmente, el oído medio y el externo, que se encuentran separados por la membrana impermeable llamada «tímpano», tienen la misma presión atmosférica 1 atm. La presión (p) es la magnitud física que mide la proyección de la fuerza en dirección perpendicular por unidad de superficie. La presión, en este caso la presión atmosférica, relaciona la fuerza del aire actuante, con la superficie sobre la cual actúa, en este caso el tímpano. La presión atmosférica normalizada, 1 atmósfera, fue definida como la presión atmosférica media al nivel del mar que se adoptó como 100 kPa  o  760 Torr.

## Mecanismo de rotura

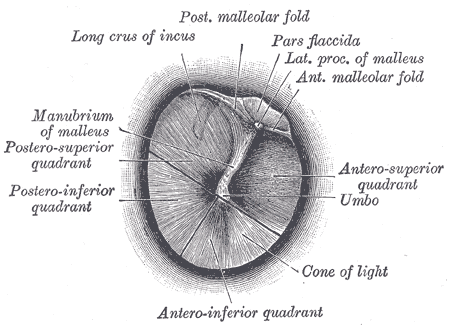
Vista frontal del tímpano desde el conducto auditivo con otoscopio. Se puede observar la imagen del hueso martillo (Manubrium of malleus) por detrás de la delgada membrana timpánica. Dibujo semiesquemático (1856).

La ruptura de la membrana del tímpano se ha descrito en explosiones, ya sean accidentales o en conflicto bélico; también se describe en deportes como la natación y las artes marciales.